# Hadennia albinotalis
Hadennia albinotalis är en fjärilsart som beskrevs av Moore 1877. Hadennia albinotalis ingår i släktet Hadennia och familjen nattflyn. Inga underarter finns listade i Catalogue of Life.